# Edward Reginald Frampton

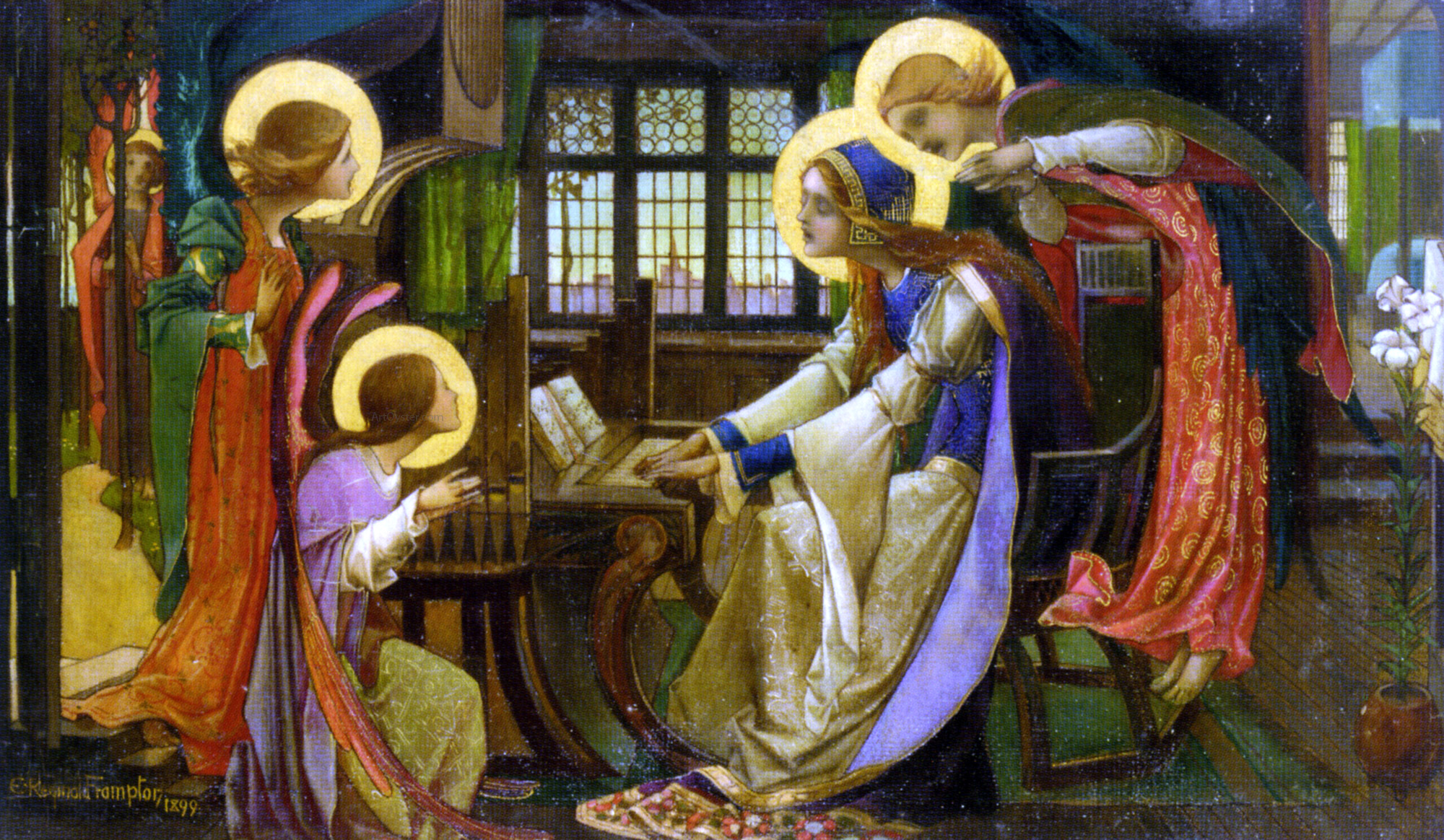
Saint Cecilia, 1898

Edward Reginald Frampton (1870 – 1923) was een Engels kunstschilder. Hij werd beïnvloed door het Franse symbolisme en door de prerafaëlieten.

## Leven en werk
Frampton bezocht de Westminster School in Londen en werkte als jongeling zeven jaar in de studio van zijn vader, de beeldhouwer Sir George Frampton (1860–1928). Daarna studeerde hij kunst in Italië en later in Frankrijk waar hij sterk beïnvloed werd door de primitivisten en de symbolisten en in het bijzonder door Pierre Puvis de Chavannes. 
Aanvankelijk schilderde hij vooral symbolische thema's, veel landschappen en maakte hij beeldhouwwerken. Na het bezoeken van een overzichtstentoonstelling van de prerafaëlitische schilder Edward Burne-Jones, die hem sterk beïnvloedde, vond hij rond de eeuwwisseling zijn definitieve stijl, waarbij hij zich vooral concentreerde op menselijke figuren, vaak heiligen of personages ontleend aan sprookjes en literatuur.
Frampton schilderde bewust statisch en 'plat', in navolging van de prerafaëlieten, vaak zonder licht- en schaduwwerking. Zijn werk ademt een ingetogen, bijna transcendentale sereniteit, maar wel met decoratieve elementen. Hij legde een grote technische vaardigheid en een sterk gevoel voor compositie aan de dag, waardoor hij duidelijk onderscheidend bleef ten opzichte van andere tijdgenoten die na de eeuwwisseling in de prerafaëlitische stijl bleven werken.
Frampton maakte ook muurschilderingen en glas-in-loodramen. Ook illustreerde hij boeken. Hij exposeerde onder meer bij de Royal Academy of Arts en de Parijse salon en tijdens de Eerste Wereldoorlog maakte hij diverse oorlogsschilderijen. Voor zijn doeken worden tegenwoordig hoge prijzen geboden op veilingen, niet zelden ruim boven de 100.000 Pond Sterling. Zijn werk is onder meer te zien in het Birmingham Museum and Art Gallery en de Tate Gallery te Londen.

## Galerij

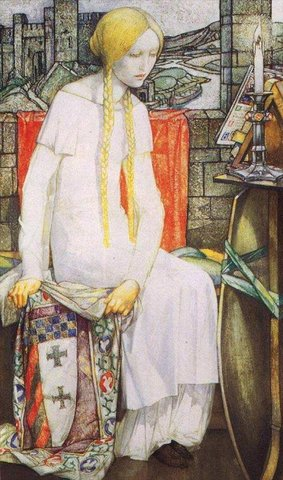
Elaine
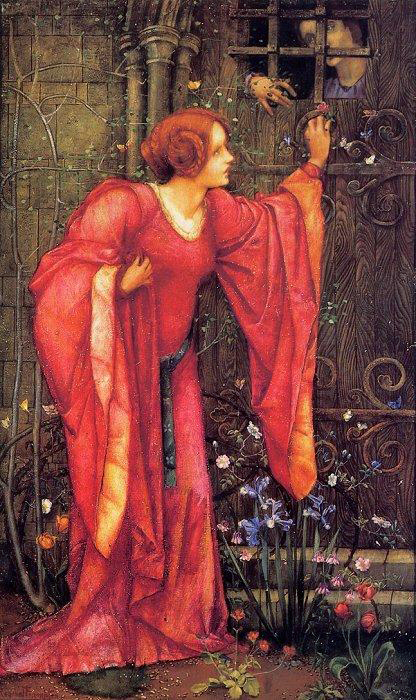
Stone Walls do not a Prison Make, nor Iron Bars a Cage
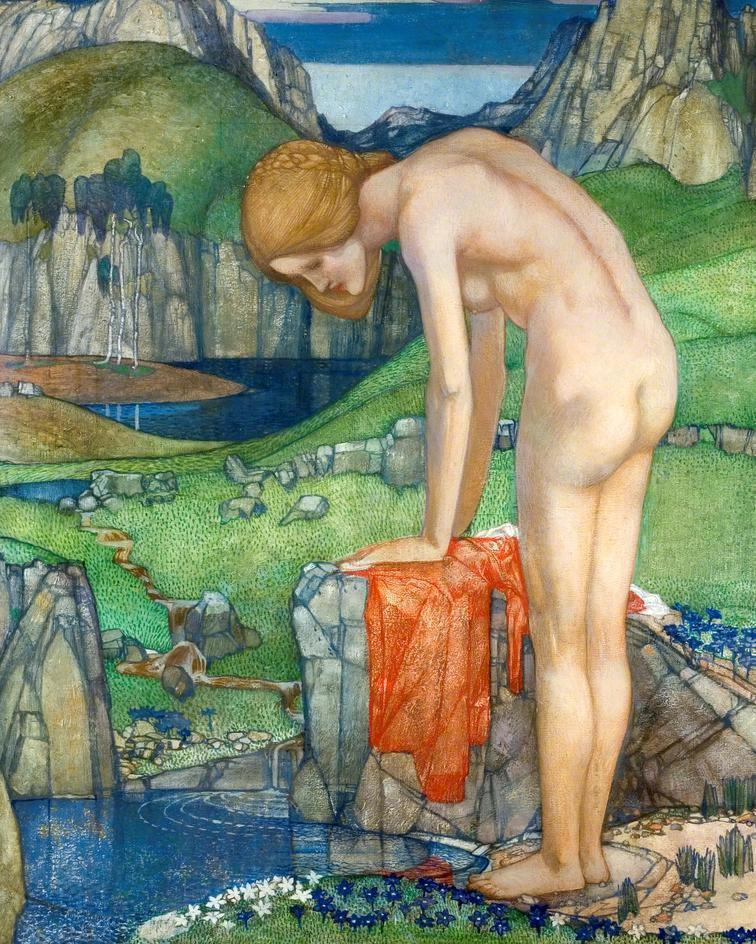
Cumberland Idyll
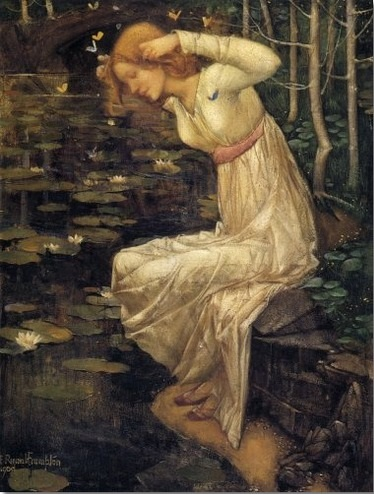
A Woodland Idyll
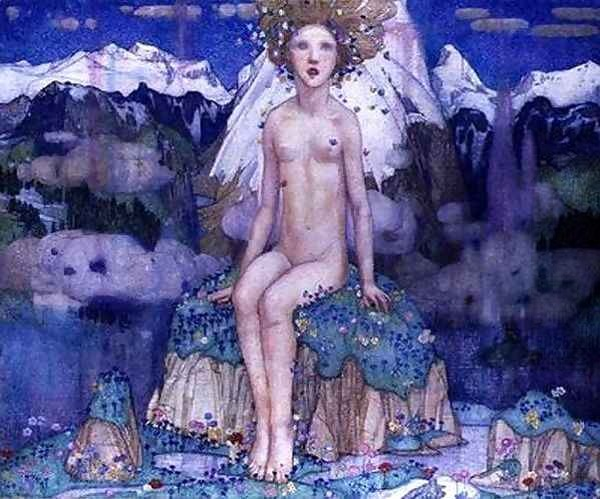
Love in the Alps
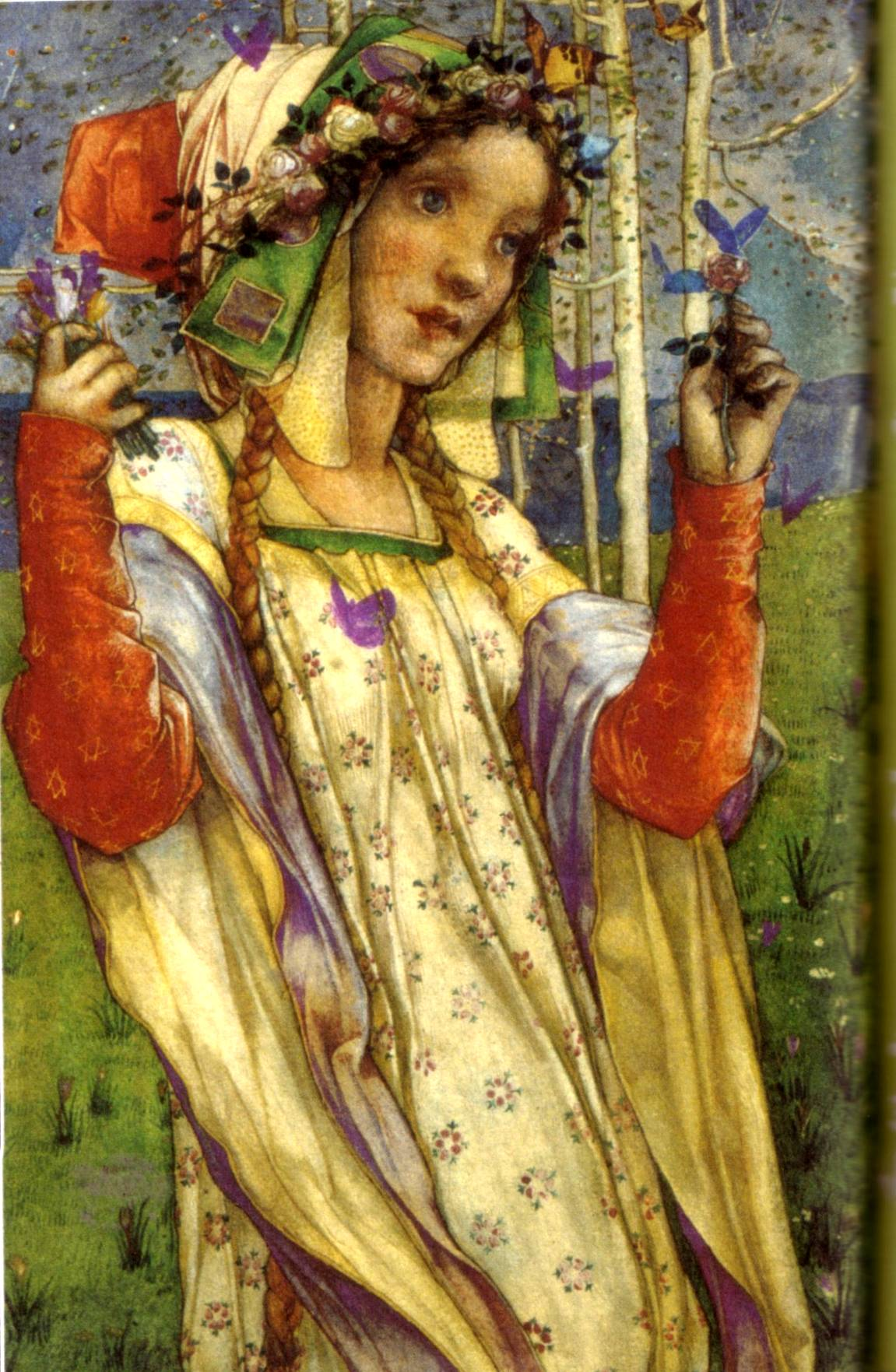
Fairyland
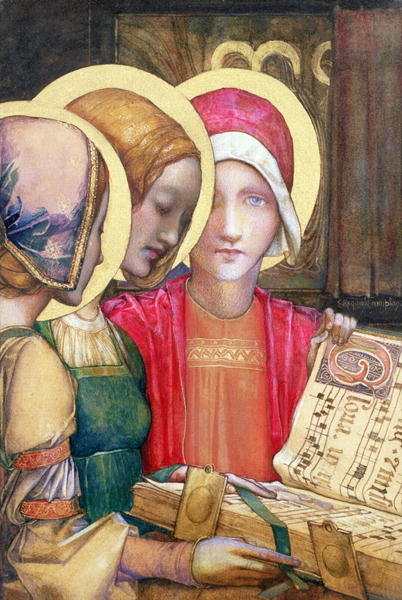
A Carol
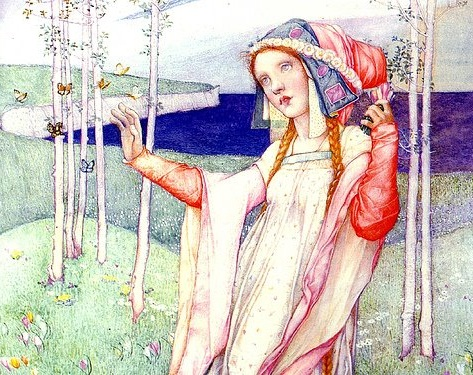
Fairyland
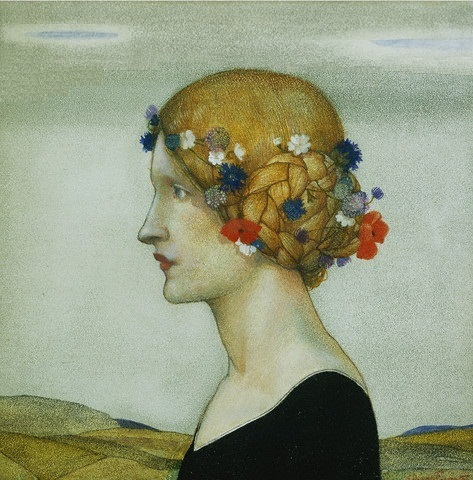
Flora of the Fields
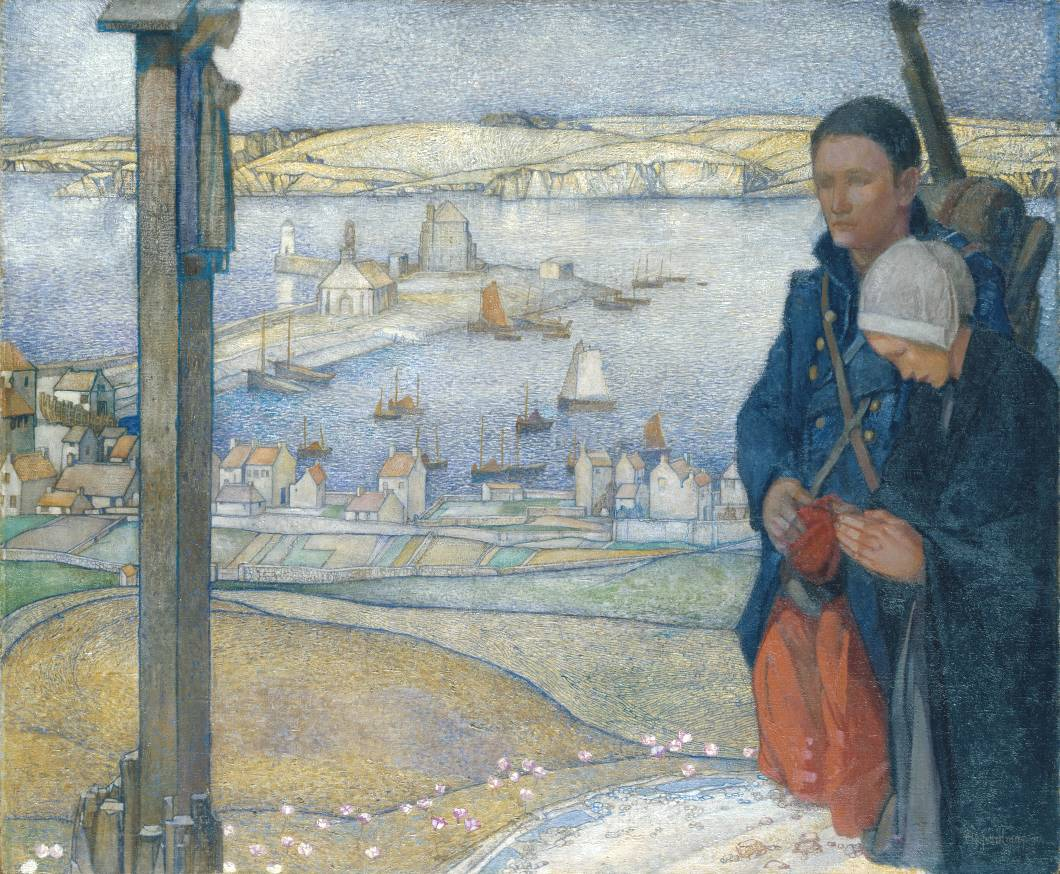
Brittany 1914, Tate Gallery